# The NextOne
The NextOne, pseudonimo di Maurizio Cannavò (26 gennaio 1969), è un produttore discografico, disc jockey, beatmaker, coreografo e ballerino italiano.
Ha utilizzato anche gli pseudonimi The Dreamer, Mantra, The Sicilian e Mauri. Tra le sue esperienze più significative c'è la vittoria al Break-Dance World Championships della IDO (International Dance Organization) nel 1985. NextOne è anche membro della Zulu Nation ed è stato membro della Rock Steady Crew di New York.

## Biografia
Nasce nel 1969 in Sicilia, ma quasi subito la sua famiglia si trasferisce per lavoro a Torino.
Negli anni ottanta si avvicina alla cultura Hip Hop e nel 1985 vince il suo primo titolo mondiale al Break-Dance World Championships della I.D.O. (International Dance Organization).
L'anno successivo inizia collaborazioni con artisti come Afrika Bambaataa che lo sceglie come ballerino per le sue tournée italiane; NextOne entra quindi a far parte della “Universal Zulu Nation” fondata dallo stesso Bambaataa.
Entrando in contatto con i fratelli Genero partecipa con la compagnia “Kaidara” agli spettacoli di Teatro Danza Africana. Questa nuova esperienza, gli darà modo di avvicinarsi alla recitazione. Nel 1989 intraprende anche la carriera di beatmaker e produttore discografico; nel frattempo lavora con Jovanotti al programma trasmesso da Italia 1 1.2.3 Jovanotti e in seguito sulle reti Rai, alla trasmissione Fantastico 90 con Pippo Baudo. In questa occasione, insieme ad altri artisti, presenta per la prima volta in Italia il Freestyle/Hype/New jack ribattezzato oggi in varie forme nelle palestre con il nome di Funky e Hip Hop.
Nel 1991 NextOne si trasferisce a New York, dove ha la possibilità di incontrare la Rock Steady Crew e ne entra a far parte.
Nel 1986 esordisce sotto lo pseudonimo di DJ Dope King NextOne in seguito solo The NextOne; inizia a farsi conoscere come DJ in diversi locali utilizzando la tecnica del Quick-Mix valorizzando l'aspetto musicale, mostrando un gusto americano, influenzato dai grandi nomi dell'Hip Hop Old School quali Grandmaster Flash, Afrika Bambaataa, Kool Herc, Kid Capri, DJ Red Alert… e altri.
Tornato in Italia crea il Beats 4 Life Studio facendo partire vari progetti e collaborazioni con diversi gruppi di Rap & R&B italiani, europei ed americani, realizzando alcuni dischi, cd e mixtapes. Nell'estate 1995 crea l'etichetta Zulu Beats Records e insieme a Maury B e Left Side pubblica, sotto il nome The Next Diffusion, il suo primo Album dal titolo Dritto dal cuore/Straight from da heart, ospiti di spicco quali Afrika Bambaataa & Guru. Inoltre fonda la “Next Level Entertainment”, formata da artisti provenienti da diversi paesi e discipline, il cui scopo è quello di diffondere l'Hip Hop.
Nel 1996 sempre a New York diventa membro della Ghetto Original Productions Dance company formata dalla fusione di Rhythm Techniques, Magnificent Force e Rock Steady Crew, esibendosi per Calvin Klein in una tournée di tre anni nei teatri di Stati Uniti, Brasile, Europa, Medio Oriente, Giappone.

## Discografia

### Con i The Next Diffusion
- 1995 - Dritto dal cuore

### Altre produzioni
- DJ Gruff (Rapadopa) feat. the Next Diffusion – L'imprevisto (1993)
- Radical Stuff – I don't give a fuck (1994)
- Afrika Bambaataa & The Next Diffusion – Down with da Nation 12inch (1995)
- The Next Diffusion – Do the Next Dance/Il meglio dal peggio 12 inch/ (1995)
- Sangue Misto – Cani sciolti (remix) 12 inch/ (1995)
- Cannelle feat. Master Freez – Morosita (1995)
- La Pina feat. Giuliano Palma – Una storia che non c'era (Classics remix) 12 inch/ (1996)
- DJ Gruff – Stammi lontano '96 (1996)
- Chief & Soci – Keepin' it (1997)
- Chief & Soci – Affari di famiglia (1997)
- Space One – La mattina che non vivo mai (remix) (1997)
- Gente Guasta – Soul, Soul, Soul! ..Io lo so! (1999)
- Gente Guasta – Insane metamorfosi (1999)
- Gente Guasta – Missionari, visionari, milionari (1999)
- True Squad – Dal sottosuolo (1999)
- Master Freez – Situazione mondana (1999)
- Master Freez – Era il 79 (1999)
- Nest – Hip Hop original / O la va o la spacca 12 inch/ (2000)
- Nest – Il coscritto Album (2000)
- Inoki feat. the Next Level – Com'è la vista (2000)
- The NextOne feat. Next Level & Kurtis Blow (New York) (2000)
- R. Fame – Cappuccino (Baby) (2000)
- R. Fame – Click (Bang Bang) (2000)

- Dolo – Stage fright (2000)
- Dolo – Masquenada (2000)
- Dolo – That Nigga (2000)
- Dolo feat. Drò – Nigga (2000)
- Dolo feat. Eddie – Original criminal (2000)
- Swc (Sound Wawe Covenant) -
- Turi – Intro (2001)
- Turi – Brutto colpo (2001)
- Due Buoni Motivi – Lettera a un amico (2002)
- Esa aka El Presidente feat. Rome Zoo All Stars – Le mille e una note (2002)
- Mistaman – Adesso lo so (remix) (2005)
- The NextOne feat. Lil' Dap (Group Home New York) (2005)
- The NextOne feat. Chief Rocka Busy Bee (New York) (2006)
- Gatekeys – Stai Tranquillo (remix) CD EP (2006)
- Moddi – freestyle
- Deal feat Nadia – Uniti (2007)
- Nadia – Fino in fondo (2007)
- Nadia – Brivido (2007)
- Nadia – Sempre di più (2007)
- Nadia – Con la musica (2007)
- Leftside – HipHop politik (2007)
- Leftside feat. Emiliano Pepe – Il mondo dai miei occhi (2007)
- Nadia – Dolce amaro (2008)
- Nadia – Libero (2008)
- Kbc & Fatfatcorfunk – Wack MC is not my business (2009)

## Curiosità
- È citato nella canzone B Boys Will B Boys del duo Black Star.[3]